# Comuna Frăsinet, Teleorman
Frăsinet este o comună în județul Teleorman, Muntenia, România, formată din satele Clănița și Frăsinet (reședința).

## Demografie
Componența etnică a comunei Frăsinet
     Români (90,13%)
     Alte etnii (0,51%)
     Necunoscută (9,36%)
Componența confesională a comunei Frăsinet
     Ortodocși (90,36%)
     Alte religii (0,09%)
     Necunoscută (9,54%)
Conform recensământului efectuat în 2021, populația comunei Frăsinet se ridică la 2.148 de locuitori, în scădere față de recensământul anterior din 2011, când fuseseră înregistrați 2.623 de locuitori. Majoritatea locuitorilor sunt români (90,13%), iar pentru 9,36% nu se cunoaște apartenența etnică. Din punct de vedere confesional, majoritatea locuitorilor sunt ortodocși (90,36%), iar pentru 9,54% nu se cunoaște apartenența confesională.

## Istorie
La sfârșitul secolului al XIX-lea, comuna făcea parte din plasa Glavaciocul al județului Vlașca fiind alcătuită din satele Frăsinet și Chițulești, cu o populație de 1360 de locuitori. În comună funcționa o școală mixtă și o biserică.
Anuarul Socec din 1925 consemnează comuna în aceiași plasă având o populație de 2637 de locuitori. Tot atunci, comunei i-a fost alipite satul Gălăteni-Mitropolia. În anul 1931, după o reorganizare administrativ-teritorială, satul Gălăteni-Mitropolia a primit numele simplu de Mitropolia.
În anul 1964, satul Mitropolia, a primit numele de Clănița,  iar în anul 1968, comuna a trecut la județul Teleorman, dar a fost desființată imediat, iar satele ei au trecut la comuna Băbăița. Satul Chițulești a fost contopit cu satul Frăsinet. Comuna a fost reînființată în 2004 în actuala structură.

## Instituții
Instituțiile comunei Frăsinet sunt:
- Primăria
- Poliția rurală
- Biserica

Comuna mai dispune și de o școală generală cu clasele I-VIII.

## Politică și administrație
Comuna Frăsinet este administrată de un primar și un consiliu local compus din 11 consilieri. Primarul, Florentin Adrian Ghimiș[*], de la Partidul Social Democrat, este în funcție din 2004. Începând cu alegerile locale din 2024, consiliul local are următoarea componență pe partide politice:
|  | Partid                          | Consilieri | Componența Consiliului | Componența Consiliului | Componența Consiliului | Componența Consiliului | Componența Consiliului | Componența Consiliului |
|  | ------------------------------- | ---------- | ---------------------- | ---------------------- | ---------------------- | ---------------------- | ---------------------- | ---------------------- |
|  | Partidul Social Democrat        | 6          |                        |                        |                        |                        |                        |                        |
|  | Partidul Național Liberal       | 4          |                        |                        |                        |                        |                        |                        |
|  | Alianța pentru Unirea Românilor | 1          |                        |                        |                        |                        |                        |                        |

## Monumente istorice

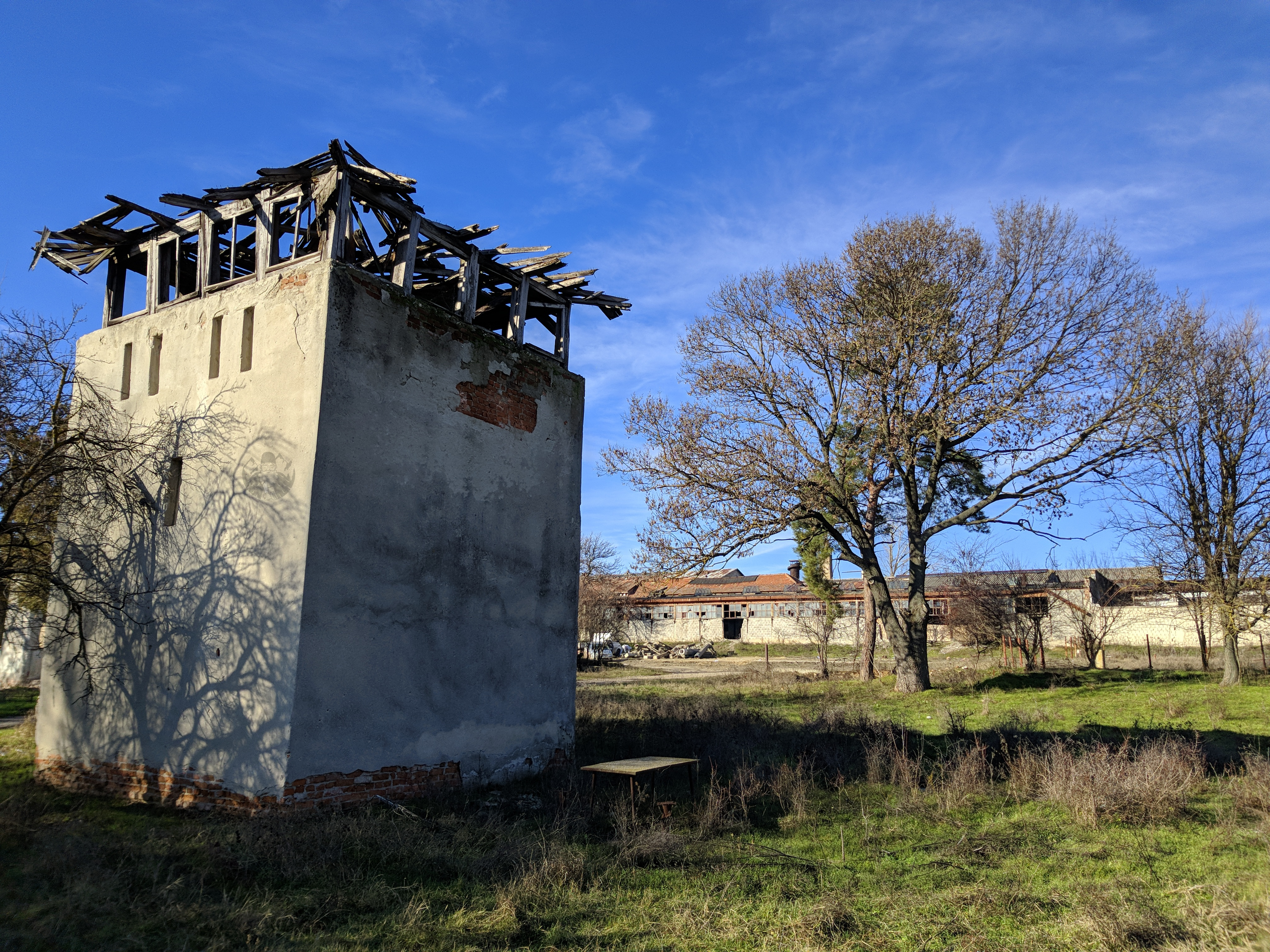
Cula lui Costea din Frăsinet, monument istoric de interes local din comuna Frăsinet

Singurul monument istoric al comunei Frăsinet este Cula lui Costea din Frăsinet, localizat în centrul localității, datând de la începutul secolului al XVIII-lea și a fost refăcută în secolele XIX-XX.